# Bethel Baptist Church
Bethel Baptist Church i Collegeville, en stadsdel i Birmingham, Alabama, utgjorde Alabama Christian Movement for Human Rights (ACMHR) högkvarter. Denna organisation leddes av Fred Shuttlesworth och var aktiv i Birminghams medborgarrättsrörelse. ACMHR fokuserade på lagliga och icke-våldsaktioner mot segregerade övernattningar, transporter, skolor och diskriminering på arbetsmarknaden. Detta spelade en avgörande roll i Freedom Ride 1961 som resulterade i federal tillsyn av USA:s högsta domstol och Interstate Commerce Commission-domar att avsegregera allmänna transportmedel.  Kyrkobyggnaderna bombades vid tre olika tillfällen, första gången 25 december 1956, åter den 29 juni 1958, och en tredje gång den 14 december 1962.
2005 blev kyrkan ett National Historic Landmark  och den 30 januari 2008 ett av USA:s tentativa världsarv tillsammans med två andra kyrkor i Alabama kopplade till medborgarrättsrörelsen under namnet "Medborgarrättsrörelsens platser".
Pastorer
- P. M. Johnson, 1904-
- Lucious Jones
- Rev. Hawkins
- C. Z. Craig
- McKinley, 1910-
- McDaniel
- Milton Sears, 1916–1938
- J. S. Gamble, 1939–1941
- Chester Laster, 1942–1952
- Cornelious Brown (tillförordnad), 1952
- Reese Smith (tillförordnad), 1952–1953
- Fred Shuttlesworth, 1953–1961
- Herbert Gooden (predikstolsledare) 1961
- V. C. Provitt, 1961-
- Carter Gaston, 1975–1987
- William Battle (interimspastor) 1987-1988
- Thomas Wilder, Jr, 1988–present